# Jelna (województwo podkarpackie)
Jelna – wieś w Polsce położona w województwie podkarpackim, w powiecie leżajskim, w gminie Nowa Sarzyna.
Do 1939 roku istniała gmina Jelna. W latach 1954–1961 wieś należała i była siedzibą władz gromady Jelna, po jej zniesieniu w gromadzie Ruda Łańcucka. W latach 1975–1998 miejscowość administracyjnie należała do województwa rzeszowskiego.
Miejscowość jest siedzibą rzymskokatolickiej parafii św. Franciszka z Asyżu należącej do dekanatu Leżajsk II w archidiecezji przemyskiej.

## Części wsi
| SIMC    | Nazwa      | Rodzaj     |
| ------- | ---------- | ---------- |
| 0657444 | Baranówka  | przysiółek |
| 0657450 | Budzyń     | przysiółek |
| 0657467 | Judaszówka | przysiółek |
| 0657415 | Krzaki     | część wsi  |
| 0657421 | Łazki      | część wsi  |
| 0657438 | Piaski     | część wsi  |

Wieś założona w połowie XVI w., od początku istnienia należąca bezpośrednio do króla. Wieś królewska położona na przełomie XVI i XVII wieku w powiecie przemyskim ziemi przemyskiej województwa ruskiego, w drugiej połowie XVII wieku należała do starostwa leżajskiego. W XIX wieku powstała niewielka kolonia niemiecka Hirschbach, obecnie przysiółek Baranówka. Tamtejsi ewangelicy posiadali własny cmentarz i należeli do zboru w Woli Zarczyckiej (Königsberg).
W Jelnej działają:
- Klub Sportowy PUKS Francesco Jelna
- Ochotnicza Straż Pożarna (od 1935 roku[9])
- Koło Gospodyń Wiejskich
- Stowarzyszenie na rzecz Rozwoju Wsi Jelna „Złoty Potok”